# Solen
Solen és un gènere de mol·luscs bivalves de la família Solenidae. Pertany al grup de mariscs coneguts popularment amb el nom de navalles, ganivets o canyuts. Són comestibles.

## Característiques
Són bivalves litorals que viuen a platges, fons sorrencs i fangosos en aigües superficials (zona infralitoral).

## Taxonomia
El gènere Solen inclou 81 espècies:
- Solen acinaces Hanley, 1843
- Solen acutangulus Dunker, 1868
- Solen aldridgei Nowell-Usticke, 1969
- Solen angulatum Perry, 1811
- Solen annandalei Preston, 1915
- Solen aureomaculatus Habe, 1964
- Solen beckii Philippi, 1847
- Solen brevissimus Martens, 1865
- Solen bullatus Linnaeus, 1758
- Solen canaliculatus Tchang & Hwang, 1964
- Solen capensis P. Fischer, 1881
- Solen ceylonensis Leach, 1814
- Solen corneus Lamarck, 1818
- Solen crockeri Hertlein & A. M. Strong, 1950
- Solen crosnieri Cosel, 1989
- Solen cylindraceus Hanley, 1843
- Solen dactylus Cosel, 1989
- Solen darwinensis Cosel, 2002
- Solen delesserti G. B. Sowerby II, 1874
- Solen deshaysii Chenu, 1843
- Solen digitalis Jousseaume, 1891
- Solen exiguus Dunker, 1862
- Solen flammeum Perry, 1811
- Solen fonesii Dunker, 1862
- Solen gaudichaudi Chenu, 1843
- Solen gemmelli Cosel, 1992
- Solen gordonis Yokoyama, 1920
- Solen grandis Dunker, 1862
- Solen gravelyi Ghosh, 1920
- Solen guinensis Hanley, 1842
- Solen haae Thach, 2016
- Solen jonesii Sowerby, 1874
- Solen kajiyamai Habe, 1964
- Solen kempi Preston, 1915
- Solen kikuchii Cosel, 2002
- Solen krusensternii Schrenck, 1867
- Solen kurodai Habe, 1964
- Solen lamarckii Chenu, 1843
- Solen leanus Dunker, 1862
- Solen linearis Spengler, 1794
- Solen lischkeanus Dunker, 1865
- Solen luzonicus (Dunker, 1862)
- Solen madagascariensis Cosel, 1989
- Solen malaccensis Dunker, 1862
- Solen marginatus Pulteney, 1799
- Solen mexicanus Dall, 1899
- Solen moolenbeeki Thach, 2014
- Solen multiradiatus Schröter, 1802
- Solen niveus Hanley, 1846
- Solen oerstedii Mörch, 1860
- Solen pallidus Lightfoot, 1786
- Solen pazensis H. N. Lowe, 1935
- Solen pfeifferi Dunker, 1862
- Solen poppei Thach, 2015
- Solen pseudolinearis Cosel, 2002
- Solen regularis Dunker, 1862
- Solen rosaceus Carpenter, 1864
- Solen roseomaculatus Pilsbry, 1901
- Solen rosewateri van Regteren Altena, 1971
- Solen rostriformis Dunker, 1862
- Solen sarawakensis Cosel, 2002
- Solen schultzeanus Dunker, 1850
- Solen sicarius Gould, 1850
- Solen silicula Röding, 1798
- Solen sloanii Gray, 1843
- Solen soleneae Cosel, 2002
- Solen strictus Gould, 1861
- Solen subcurvus Dunker, 1871
- Solen tairona Cosel, 1985
- Solen takekosugei Thach, 2020
- Solen tchangi M. Huber, 2010
- Solen tenuis Wood, 1828
- Solen thachi Cosel, 2002
- Solen thailandicus Cosel, 2002
- Solen thuelchus Hanley, 1842
- Solen timorensis Dunker, 1852
- Solen truncatus Swainson, 1837
- Solen vagina Linnaeus, 1758
- Solen vaginoides Lamarck, 1818
- Solen viridis Say, 1821
- Solen vitreus Dunker, 1862
- Solen woodwardi Dunker, 1862